# 弗萊格穹
弗萊格穹（英語：Phleger Dome）是南極洲的穹丘，位於瑪麗伯德地，海拔高度3,315米，美國地質調查局根據測量和美國海軍拍攝的空中照片繪入地圖，現時由南極條約體系管理。